# Die Grenadiere

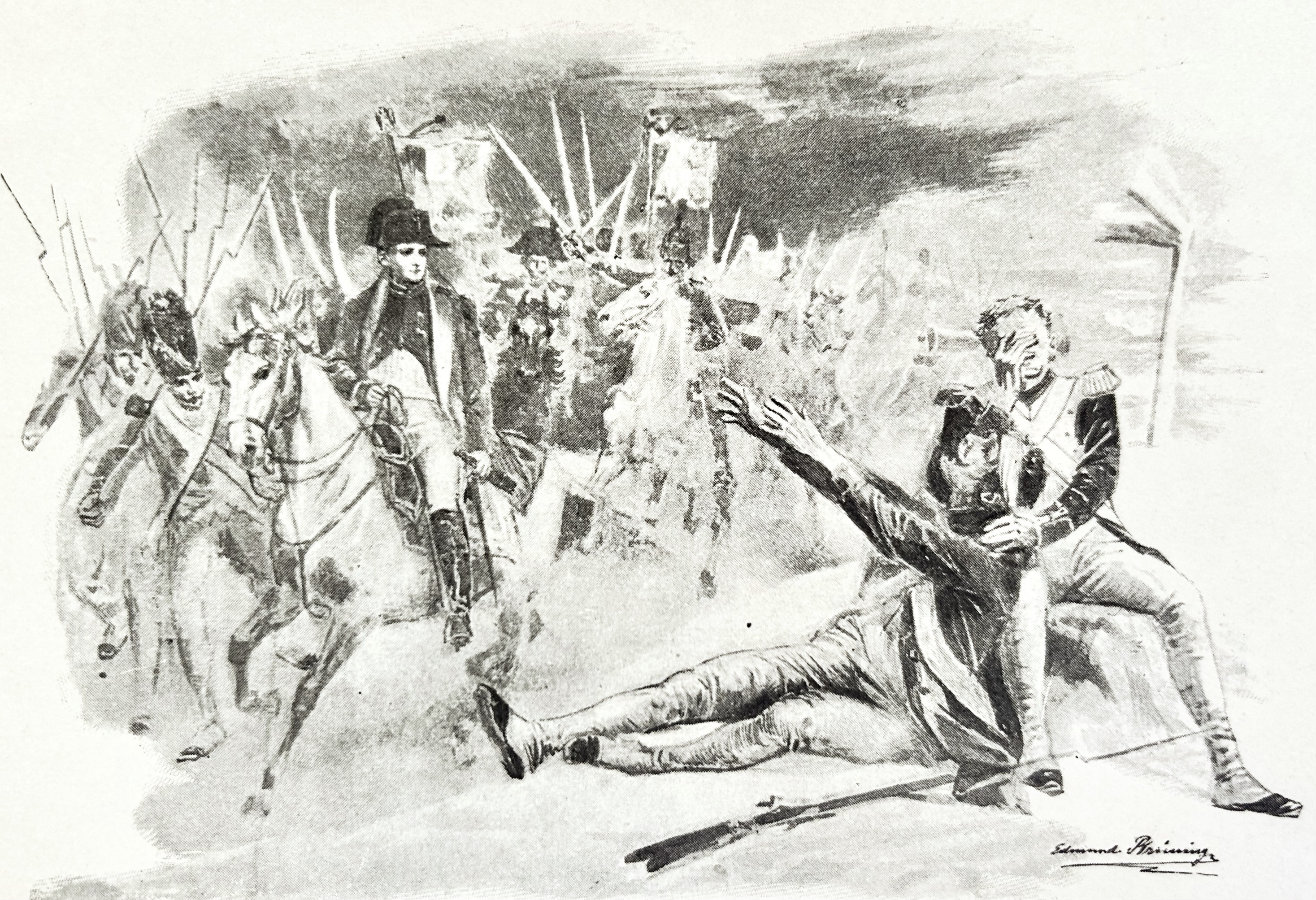
Darstellung von Edmund Brüning aus dem «Buch der Lieder»

Die Grenadiere ist eine Romanze von Heinrich Heine. Sie erschien 1822 erstmals in Buchform in dem Band Gedichte. Diese wurden später als Junge Leiden 1817–1821 ins Buch der Lieder aufgenommen, das erstmals 1827 veröffentlicht wurde.

## Inhalt
Das Gedicht handelt von zwei französischen Grenadieren, die bei Napoleons Russlandfeldzug in Gefangenschaft geraten waren. Als sie entlassen werden und über Deutschland nach Frankreich zurückziehen, erfahren sie, dass ihr Kaiser gefangen genommen wurde. Der eine Soldat will daraufhin zurück zu seiner Familie. Der andere möchte nach seinem Tod in Frankreich begraben werden, um wiederaufzuerstehen, wenn der Kaiser ihn zur nächsten Bataille ruft. Mit leicht ironischem Unterton und drastischen Metaphern („Kanonengebrüll“, der über die Gräber seiner Soldaten hinwegreitende Kaiser) charakterisiert Heine die dämonische Faszination, die für die Grande Armée von ihrem Feldherrn ausging. Obschon die Schrecken des Krieges deutlich werden, ist der Kulminationspunkt, dass die gefallenen Soldaten sich immer wieder erheben werden, „den Kaiser, den Kaiser zu schützen“. So handelt es sich letztlich um eine Apotheose Napoleons.

## Entstehung
Die genaue Entstehungszeit des Gedichtes ist nicht bekannt. Am wahrscheinlichsten entstand es 1820, jedenfalls nicht vor 1819. Heine selbst nannte später 1816 als Entstehungsjahr. Nach Meinung mancher Forscher datierte er das Gedicht vor, „um sich sein Recht, Initiator der Napoleon-Legende zu sein, nicht von Béranger oder dem österreichischen Dichter Freiherr von Zedlitz streitig machen zu lassen“.

## Vertonungen
Der Text inspirierte zahlreiche Komponisten des 19. Jahrhunderts. Die berühmteste Vertonung der Ballade unter dem Titel Die beiden Grenadiere (op. 49 Nr. 1, 1840) stammt von Robert Schumann. Die ersten Strophen des Gedichts vertont er in Form eines Trauermarschs in herbem g-Moll, in den wie Trommelwirbel wirkende Triolen illustrativ eingesetzt werden. Im nach Dur gewendeten Schlussteil verwendet er die Marseillaise, um das auch musikalisch zu dämonischer Größe aufsteigende Bild des Heerführers und Kaisers zu untermalen. Auf sie folgt eine „radikal verlangsamte, […] durch Durchgangstöne und Zwischendominanten brüchig gewordene Schlusspassage“, mit der das Lied verklingt. Schumann teilte als junger Mann Heines Enthusiasmus für Napoleon: „Wer wird denn einmal unsern europäischen Augiasstall wenigstens von dem obskuranten Pfaffen- u. Pabsttum reinigen? Der größte Mann aller Jahrhunderte, der herrliche Napoleon hat es angefangen – aber er konnte es nicht vollenden“, schrieb er 1828 in einem Brief. Die gemeinsame Verehrung für Napoleon war auch Thema bei der einzigen Begegnung Schumanns mit Heine 1828 in München.
Richard Wagner vertonte ein halbes Jahr vor Schumann in Paris die französische Übersetzung von F.-A. Loeve-Veimar als Les deux grenadiers (WWV 60) und griff ebenfalls auf die Marseillaise zurück. Als Wagner davon erfuhr, dass Schumann das Gedicht ebenfalls vertont hatte, schrieb er an ihn:

„Ich höre, daß Sie die Heineschen Grenadiere componiert haben, und daß zum Schluß die ‚Marseillaise‘ darin vorkommt. Vorigen Winter habe ich sie auch componiert, und zum Schluß auch die ‚Marseillaise‘ angebracht. Das hat etwas zu bedeuten! Meine Grenadiere habe ich sogleich auf eine französische Übersetzung componiert, die ich mir hier machen ließ und mit der Heine zufrieden war. Sie wurde hie und da gesungen, und haben mir den Orden der Ehrenlegion und 20 000 fr jährliche Pension eingebracht, die ich direkt aus Louis Philippes Privatkasse beziehe.“

Weitere Kompositionen auf Heines Text schufen Julius Freudenthal, Carl Gollmick (op. 60, Duett), Leopold Lenz, László Makray, Carl Gottlieb Reißiger und Hieronymus Truhn.

## Text
Die Grenadiere.

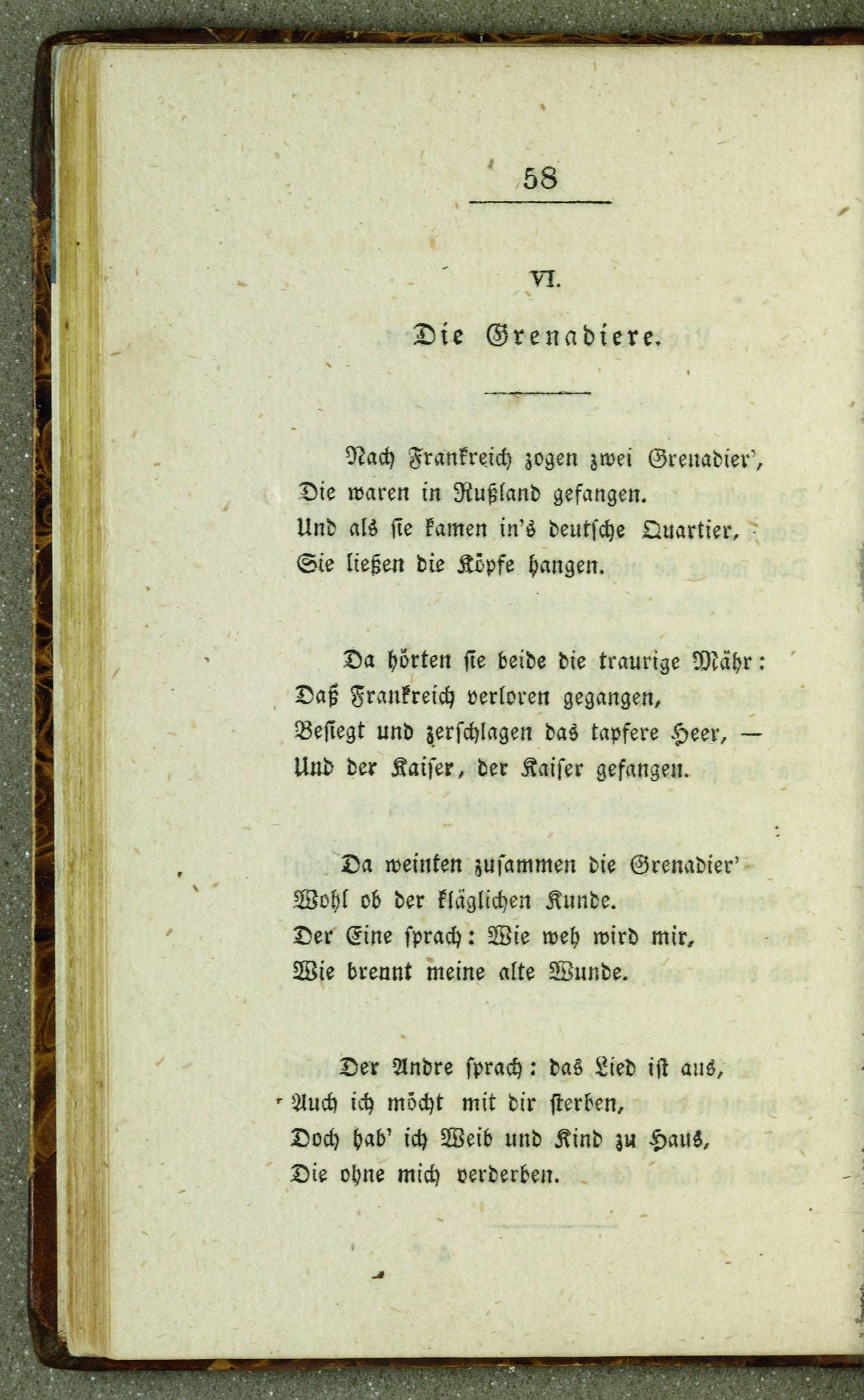
Die Grenadiere im Buch der Lieder von 1827 (1. Seite)

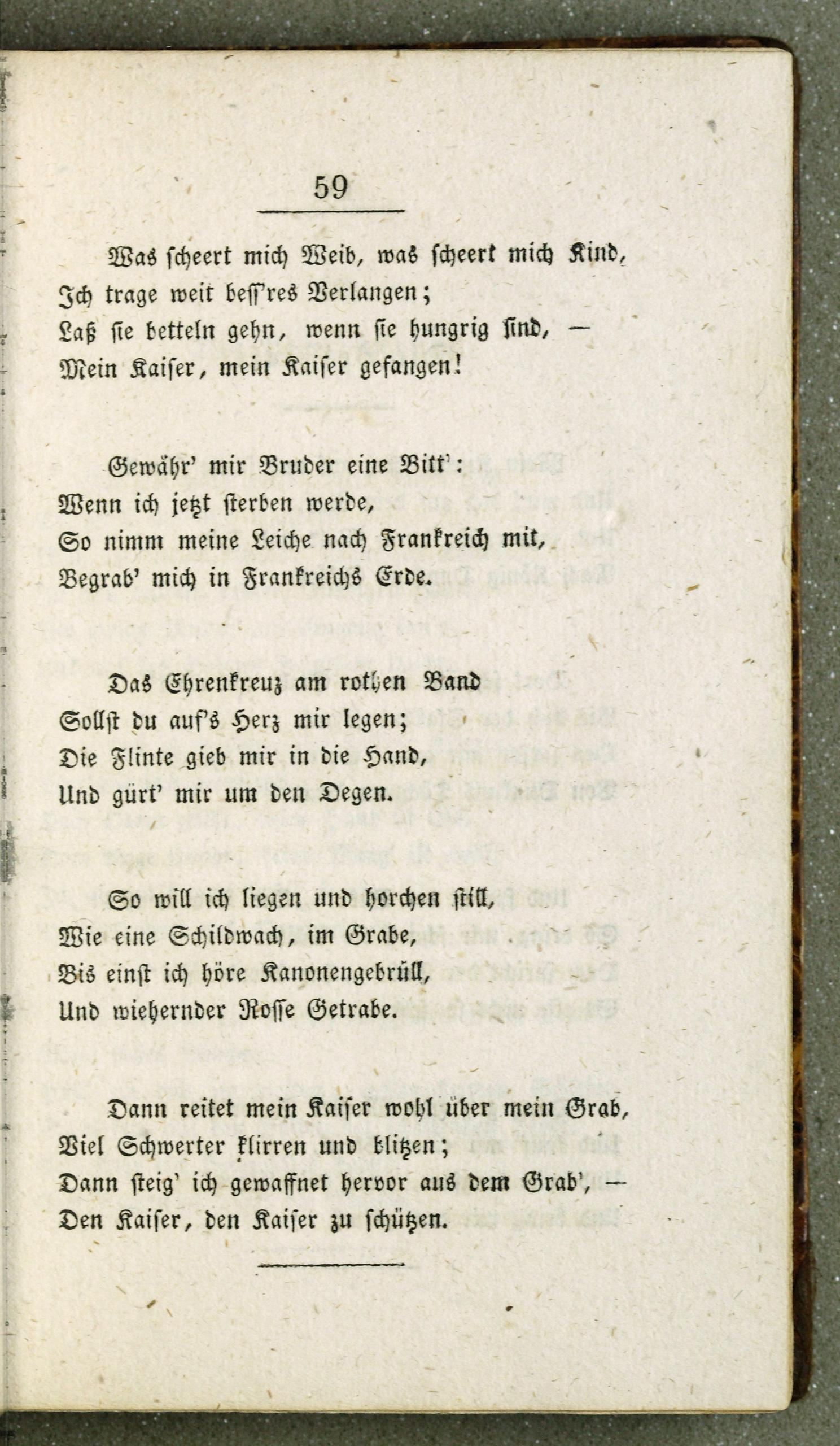
Die Grenadiere im Buch der Lieder von 1827 (2. Seite)

Nach Frankreich zogen zwei Grenadier’,

Die waren in Rußland gefangen.

Und als sie kamen in's deutsche Quartier,

Sie ließen die Köpfe hangen.

Da hörten sie beide die traurige Mähr:

Daß Frankreich verloren gegangen,

Besiegt und zerschlagen das tapfere Heer, –

Und der Kaiser, der Kaiser gefangen.

Da weinten zusammen die Grenadier’

Wohl ob der kläglichen Kunde.

Der Eine sprach: Wie weh wird mir,

Wie brennt meine alte Wunde.

Der Andre sprach: das Lied ist aus,

Auch ich möcht mit dir sterben,

Doch hab’ ich Weib und Kind zu Haus,

Die ohne mich verderben.

Was scheert mich Weib, was scheert mich Kind,

Ich trage weit bess’res Verlangen;

Laß sie betteln gehn, wenn sie hungrig sind, –

Mein Kaiser, mein Kaiser gefangen!

Gewähr’ mir, Bruder, eine Bitt’:

Wenn ich jetzt sterben werde,

So nimm meine Leiche nach Frankreich mit,

Begrab’ mich in Frankreichs Erde.

Das Ehrenkreuz am rothen Band

Sollst du auf's Herz mir legen;

Die Flinte gib mir in die Hand,

Und gürt’ mir um den Degen.

So will ich liegen und horchen still

Wie eine Schildwach, im Grabe,

Bis einst ich höre Kanonengebrüll

Und wiehernder Rosse Getrabe.

Dann reitet mein Kaiser wohl über mein Grab,

Viel Schwerter klirren und blitzen;

Dann steig’ ich gewaffnet hervor aus dem Grab', –

Den Kaiser, den Kaiser zu schützen.